# Gili Air
Gili Air ist mit 173 Hektar die zweitgrößte Insel der Gili-Inseln vor der Küste von Lombok (Indonesien) und hat etwa 2000 Einwohner.
Die Insel ist zwar touristisch gut erschlossen, hat aber bis heute ihren eigenen Charakter erhalten können. Es gibt ein traditionelles Dorf mit Moschee und zugleich ruhige Strandbars und Restaurants, die auch an Ramadan geöffnet haben.
Zu Fuß ist die Insel in etwa 1 Stunde zu umkreisen, mit dem Cidomo (Pferde-Kutsche) in knapp 30 Minuten oder mit dem Fahrrad in knapp 40 Minuten. Durch den Bau des internationalen Flughafens auf Lombok wird in den nächsten Jahren ein großer Touristenstrom erwartet. Auf der Insel befinden sich keine mit Verbrennermotoren ausgestatteten Fahrzeuge um die Natur zu schützen, stattdessen sind hier neben den Fahrrädern und Cidomos auch Elektroroller im Einsatz. 